# Cardiff & Met
Cardiff & Met Hockey Club is een hockeyclub uit Cardiff, de hoofdstad van Wales.
Cardiff werd in de 1896 opgericht. De club heeft verschillende keren het Welsh kampioenschap gewonnen en op deze manier Wales mogen vertegenwoordigen op Europees niveau. Dit gebeurde onder meer in 1976.
De club heeft twee damesteams en zij spelen onder de naam Cardiff Athletic Ladies.